# Droga krajowa B13 (Niemcy)
Droga krajowa 13 (niem. Bundesstraße 13, B 13) – niemiecka droga krajowa przebiegająca  ze północy na południe z Würzburga przez Uffenheim, Gunzenhausen, Ingolstadt, München do skrzyżowania z drogą B307 koło Sylvensteinstausee.

## Miejscowości leżące przy B13
Würzburg, Randersacker, Eibelstadt, Sommerhausen, Ochsenfurth, Oberickelheim, Gollhofen, Uffenheim, Rudolzhofen, Neuherberg, Pfaffenhofe, Marktbergel, Oberdachstetten, Unterheßbach, Lehrberg, Ansbach, Burgoberbach, Weidenbach, Merkendorf, Muhr am See, Gunzenhausen, Unterasbach, Dornhausen, Theilenhofen, Stopfenheim, Ellingen, Weißenburg in Bayern, Rothenstein, Rupertsbusch, Eichstätt, Eitensheim, Ingolstadt, Manching, Reichertshofen, Pörnbach, Straßhof, Haimpertshofen, Pfaffenhofen an der Ilm, Reichertshausen, Hohenkammer, Lauterbach, Fahrenzhausen, Unterschleißheim, Garching, München, Sauerlach, Otterfing, Holzkirchen, Großhartpenning, Sachsenkam, Bad Tölz, Lenggries, Fleck.

## Historia
Pierwszy fragment utwardzonej drogi na szlaku B13 powstał w 1773 pomiędzy Ansbachem i Würzburgiem. W 1790 oddano do użytku fragment pomiędzy Monachium a Holzkirchen.
W 1932 r. wyznaczono Reichsstraße 13, która przebiegała z Würzburga do Monachium i dalej przez Rosenheim do Kiefersfelden. Został on jednak zastąpiony oddaną do użytku w 1936 r. autostradą 
Monachium – Rosenheim.
W latach 70. XX w. oznakowano jako B13 fragment z Monachium do skrzyżowania z drogą B307 koło Sylvensteinstausee.